# Divina comida
Divina comida fue un programa de televisión argentino, con producción de Turner Broadcasting System Latin America, transmitido por Telefe entre el 13 de enero y el 7 de marzo de 2020, también con la producción de ViacomCBS Networks Americas y Turner Latin America presentan la versión argentina de la franquicia del programa de televisión Come Dine with Me del Reino Unido.
El 21 de junio de 2023, Telefe comenzó a promocionar que el programa se volvería a emitir, pero sin especificar si se trataría de una nueva temporada o una repetición de la primera.

## Formato
El exitoso formato televisivo, consiste en que cada semana, cinco famosos abrirán las puertas de sus casas para agasajar a sus invitados con una cena, y transformarse en los mejores anfitriones.
A su vez, en cada emisión, uno de ellos será quien reciba en su hogar al resto de los invitados, preparándoles una cena muy especial, con entrada, plato principal y postre. Al finalizar la noche, los invitados calificarán al anfitrión.
En el último encuentro, quien obtenga el mayor puntaje se consagrará como el “Mejor anfitrión de la semana”.

## Temporada 1

### Semana 1
| Participantes                                               | Nota de Lizy | Nota de Sol | Nota de Guillermo | Nota de Federico | Nota de Georgina | Total | Resultado                              |
| ----------------------------------------------------------- | ------------ | ----------- | ----------------- | ---------------- | ---------------- | ----- | -------------------------------------- |
| Guillermo Coppola Empresario y representante de futbolistas | 10           | 8           | Anfitrión         | 9                | 10               | 37    | Ganador (Mejor anfitrión de la semana) |
| Federico Bal Actor y productor                              | 9            | 9           | 8                 | Anfitrión        | 9                | 35    | Segundo                                |
| Lizy Tagliani Actriz, estilista y presentadora              | Anfitriona   | 9           | 8                 | 7                | 10               | 34    | Terceras                               |
| Georgina Barbarossa Actriz y presentadora                   | 8            | 9           | 8                 | 9                | Anfitriona       | 34    | Terceras                               |
| Sol Pérez Vedette, modelo y presentadora                    | 9            | Anfitriona  | 8                 | 8                | 7                | 32    | Quinta                                 |

### Semana 2
| Participantes                             | Nota de Chino | Nota de Jorgelina | Nota de Polaco | Nota de Jey | Nota de Charlotte | Total | Resultado                                    |
| ----------------------------------------- | ------------- | ----------------- | -------------- | ----------- | ----------------- | ----- | -------------------------------------------- |
| Jey Mammón Actor y humorista              | 7             | 10                | 8              | Anfitrión   | 8                 | 33    | Ganadores (Mejores anfitriones de la semana) |
| Ezequiel El Polaco Cwirkaluk Cantante     | 8             | 9                 | Anfitrión      | 8           | 8                 | 33    | Ganadores (Mejores anfitriones de la semana) |
| Charlotte Caniggia Modelo y chica reality | 8             | 7                 | 9              | 8           | Anfitriona        | 32    | Tercera                                      |
| Leandro Chino Leunis Presentador          | Anfitrión     | 8                 | 7              | 7           | 5                 | 27    | Cuarto                                       |
| Jorgelina Aruzzi Actriz                   | 8             | Anfitriona        | 6              | 6           | 5                 | 25    | Quinta                                       |

### Semana 3
| Participantes                             | Nota de Victoria | Nota de Pichu | Nota de Jujuy | Nota de Fabián | Nota de Gerardo | Total | Resultado                                |
| ----------------------------------------- | ---------------- | ------------- | ------------- | -------------- | --------------- | ----- | ---------------------------------------- |
| Victoria Xipolitakis Modelo y ex vedette  | Anfitriona       | 7             | 8             | 7              | 8               | 30    | Ganadora (Mejor anfitriona de la semana) |
| Gerardo Rozín Periodista y presentador    | 3                | 9             | 9             | 8              | Anfitrión       | 29    | Segundos                                 |
| Pichu Straneo Humorista y actor           | 4                | Anfitrión     | 9             | 7              | 9               | 29    | Segundos                                 |
| Fabián Cubero Exfutbolista profesional    | 1                | 9             | 8             | Anfitrión      | 9               | 27    | Cuarto                                   |
| Sofía Jujuy Jiménez Modelo y presentadora | 2                | 7             | Anfitriona    | 6              | 8               | 23    | Quinta                                   |

Notas

1. ↑  Victoria Xipolitakis calificó a todos los anfitriones con 1 punto por estrategia; pero al no estar permitido tuvo que emitir sus votos nuevamente el último día, el viernes 31 de enero.

### Semana 4
| Participantes                                    | Nota de Nicole | Nota de Iliana | Nota de Robertito | Nota de Andrea | Nota de Turco | Total | Resultado                              |
| ------------------------------------------------ | -------------- | -------------- | ----------------- | -------------- | ------------- | ----- | -------------------------------------- |
| El Turco Naím Actor y humorista                  | 9              | 9              | 10                | 9              | Anfitrión     | 37    | Ganador (Mejor anfitrión de la semana) |
| Iliana Calabró Actriz, cantante y ex vedette     | 10             | Anfitriona     | 10                | 7              | 8             | 35    | Segunda                                |
| Robertito Funes Periodista y presentador         | 10             | 8              | Anfitrión         | 8              | 7             | 33    | Tercero                                |
| Andrea Rincón Actriz, modelo y ex vedette        | 9              | 6              | 10                | Anfitriona     | 6             | 31    | Cuarta                                 |
| Nicole Neumann Modelo, empresaria y presentadora | Anfitriona     | 8              | 10                | 7              | 5             | 30    | Quinta                                 |

### Semana 5
| Participantes                              | Nota de Karina | Nota de Silvina | Nota de Fernando | Nota de Mariano | Nota de Gabriel | Total | Resultado                              |
| ------------------------------------------ | -------------- | --------------- | ---------------- | --------------- | --------------- | ----- | -------------------------------------- |
| Fernando Carlos Periodista                 | 9              | 10              | Anfitrión        | 10              | 9               | 38    | Ganador (Mejor anfitrión de la semana) |
| Gabriel Schultz Periodista y presentador   | 7              | 9               | 8                | 9               | Anfitrión       | 33    | Segundo                                |
| Karina Jelinek Modelo                      | Anfitriona     | 8               | 9                | 7               | 8               | 32    | Tercera                                |
| Mariano Peluffo Presentador                | 7              | 9               | 8                | Anfitrión       | 7               | 31    | Cuarto                                 |
| Silvina Luna Actriz, modelo y presentadora | 6              | Anfitriona      | 9                | 8               | 7               | 30    | Quinta                                 |

### Semana 6
| Participantes                                    | Nota de Mariana | Nota de José | Nota de Tamara | Nota de Santiago | Nota de Bárbara | Total | Resultado                              |
| ------------------------------------------------ | --------------- | ------------ | -------------- | ---------------- | --------------- | ----- | -------------------------------------- |
| Santiago Artemis Diseñador de moda               | 9               | 8            | 8              | Anfitrión        | 7               | 32    | Ganador (Mejor anfitrión de la semana) |
| Bárbara Barbie Vélez Actriz y modelo             | 8               | 7            | 7              | 9                | Anfitriona      | 30    | Segunda                                |
| Mariana Genesio Peña Actriz                      | Anfitriona      | 5            | 6              | 7                | 7               | 25    | Terceros                               |
| José Chatruc Exfutbolista y periodista deportivo | 8               | Anfitrión    | 4              | 7                | 6               | 25    | Terceros                               |
| Tamara Pettinato Periodista, actriz y productora | 8               | 2            | Anfitriona     | 6                | 8               | 24    | Quinta                                 |

### Semana 7
| Participantes                       | Nota de Coco | Nota de Grego | Nota de Floppy | Nota de Denise | Nota de Boy | Total | Resultado                                |
| ----------------------------------- | ------------ | ------------- | -------------- | -------------- | ----------- | ----- | ---------------------------------------- |
| Denise Dumas Presentadora y modelo  | 9            | 10            | 10             | Anfitriona     | 8           | 37    | Ganadora (Mejor anfitriona de la semana) |
| Florencia Floppy Tesouro Modelo     | 8            | 9             | Anfitriona     | 10             | 7           | 34    | Segundos                                 |
| Boy Olmi Actor                      | 8            | 8             | 8              | 10             | Anfitrión   | 34    | Segundos                                 |
| Coco Sily Humorista                 | Anfitrión    | 6             | 9              | 9              | 8           | 32    | Cuarto                                   |
| Grego Rossello Instagrammer y actor | 8            | Anfitrión     | 7              | 8              | 6           | 29    | Quinto                                   |

### Semana 8
| Participantes                                   | Nota de José María | Nota de Pía | Nota de Marcelo | Nota de CAE | Nota de Silvina | Total | Resultado                                |
| ----------------------------------------------- | ------------------ | ----------- | --------------- | ----------- | --------------- | ----- | ---------------------------------------- |
| Silvina Escudero Bailarina                      | 9                  | 10          | 6               | 8           | Anfitriona      | 33    | Ganadora (Mejor anfitriona de la semana) |
| CAE Cantante, músico y actor                    | 8                  | 9           | 5               | Anfitrión   | 10              | 32    | Segundo                                  |
| José María Muscari Actor, dramaturgo y director | Anfitrión          | 9           | 7               | 7           | 8               | 31    | Tercero                                  |
| Pía Slapka Modelo                               | 5                  | Anfitriona  | 6               | 6           | 6               | 23    | Cuarta                                   |
| Marcelo Polino Periodista y presentador         | 2                  | 9           | Anfitrión       | 1           | 4               | 16    | Quinto                                   |

## Audiencias
Mejor anfitrión de la semana.
| 1 | 1  | Lunes     | 13 de enero   | Lizy Tagliani                | 9.4           | [ 5 ] [ 6 ]  |
| 1 | 2  | Martes    | 14 de enero   | Sol Pérez                    | 9.0           | [ 7 ] [ 8 ]  |
| 1 | 3  | Miércoles | 15 de enero   | Guillermo Coppola            | 10.1          | [ 9 ] [ 10 ] |
| 1 | 4  | Jueves    | 16 de enero   | Federico Bal                 | 9.1           | [ 11 ]       |
| 1 | 5  | Viernes   | 17 de enero   | Georgina Barbarossa          | 8.5           | [ 12 ]       |
| 2 | 6  | Lunes     | 20 de enero   | Leandro Chino Leunis         | 9.1           | [ 13 ]       |
| 2 | 7  | Martes    | 21 de enero   | Jorgelina Aruzzi             | 10.0          | [ 14 ]       |
| 2 | 8  | Miércoles | 22 de enero   | Ezequiel El Polaco Cwirkaluk | 9.3           | [ 15 ]       |
| 2 | 9  | Jueves    | 23 de enero   | Jey Mammon                   | 9.5           | [ 16 ]       |
| 2 | 10 | Viernes   | 24 de enero   | Charlotte Caniggia           | 8.9           | [ 17 ]       |
| 3 | 11 | Lunes     | 27 de enero   | Victoria Xipolitakis         | 7.1           | [ 18 ]       |
| 3 | 12 | Martes    | 28 de enero   | Pichu Straneo                | 9.3           | [ 19 ]       |
| 3 | 13 | Miércoles | 29 de enero   | Sofía Jujuy Jiménez          | 8.1           | [ 20 ]       |
| 3 | 14 | Jueves    | 30 de enero   | Fabián Cubero                | 9.9           | [ 21 ]       |
| 3 | 15 | Viernes   | 31 de enero   | Gerardo Rozín                | 9.3           | [ 22 ]       |
| 4 | 16 | Lunes     | 3 de febrero  | Nicole Neumann               | 8.5           | [ 23 ]       |
| 4 | 17 | Martes    | 4 de febrero  | Iliana Calabró               | 8.8           | [ 24 ]       |
| 4 | 18 | Miércoles | 5 de febrero  | Robertito Funes              | 9.6           | [ 25 ]       |
| 4 | 19 | Jueves    | 6 de febrero  | Andrea Rincón                | 7.6           | [ 26 ]       |
| 4 | 20 | Viernes   | 7 de febrero  | El Turco Naím                | 8.1           | [ 27 ]       |
| 5 | 21 | Lunes     | 10 de febrero | Karina Jelinek               | 7.3           | [ 28 ]       |
| 5 | 22 | Martes    | 11 de febrero | Silvina Luna                 | 7.9           | [ 29 ]       |
| 5 | 23 | Miércoles | 12 de febrero | Fernando Carlos              | 9.0           | [ 30 ]       |
| 5 | 24 | Jueves    | 13 de febrero | Mariano Peluffo              | 7.6           | [ 31 ]       |
| 5 | 25 | Viernes   | 14 de febrero | Gabriel Schultz              | 7.4           | [ 32 ]       |
| 6 | 26 | Lunes     | 17 de febrero | Mariana Genesio Peña         | 7.8           | [ 33 ]       |
| 6 | 27 | Martes    | 18 de febrero | José Chatruc                 | 8.5           | [ 34 ]       |
| 6 | 28 | Miércoles | 19 de febrero | Tamara Pettinato             | 8.7           | [ 35 ]       |
| 6 | 29 | Jueves    | 20 de febrero | Santiago Artemis             | 8.5           | [ 36 ]       |
| 6 | 30 | Viernes   | 21 de febrero | Bárbara Barbie Vélez         | 8.3           | [ 37 ]       |
| 7 | 31 | Lunes     | 24 de febrero | Coco Sily                    | 7.5           | [ 38 ]       |
| 7 | 32 | Martes    | 25 de febrero | Grego Rossello               | 8.6           | [ 39 ]       |
| 7 | 33 | Miércoles | 26 de febrero | Florencia Floppy Tesouro     | 8.5           | [ 40 ]       |
| 7 | 34 | Jueves    | 27 de febrero | Denise Dumas                 | 9.0           | [ 41 ]       |
| 7 | 35 | Viernes   | 28 de febrero | Boy Olmi                     | 7.9           | [ 42 ]       |
| 8 | 36 | Lunes     | 2 de marzo    | José María Muscari           | 8.4           | [ 43 ]       |
| 8 | 37 | Martes    | 3 de marzo    | Pía Slapka                   | 8.3           | [ 44 ]       |
| 8 | 38 | Miércoles | 4 de marzo    | Marcelo Polino               | 8.4           | [ 45 ]       |
| 8 | 39 | Jueves    | 5 de marzo    | CAE                          | 8.0           | [ 46 ]       |
| 8 | 40 | Viernes   | 6 de marzo    | Silvina Escudero             | 10.1          | [ 47 ]       |
|   |    |           |               |                              | Promedio: 8.6 |              |

     Episodio más visto.
     Episodio menos visto.